# Меокрње
Меокрње je највиши врх Вучје планине у Босни и Херцеговини. Налази се у регији централне Босне, у ланцу унутрашњих Динарида. Висок је 1.425 метара и представља највећу узвисину између Влашића (1.933 m) – на југозападу и Махњаче (1.358 m) – на сјевероистоку.
Најближа већа насељена мјеста су Језера и Жељезно Поље (исток), односно Шипраге и Корићани (запад).
На падинама Меокрња је развође (Преливоде) између сливова Босне (исток), Биле (југ), Угра и Иломске (запад – југозапад) и Врбање (сјеверозапад).
Планина је богата мјешовитом и четинарском шумом, посебно њене југозападне падине (према Иломској и Угру). Непосредно уз гребен Меокрње води неуређена комуникација Глуха Буковица – Крушево Брдо II – Шипраге.